# Стіч (персонаж)
Стіч (англ. Stitch), також відомий як Експеримент 626 (англ. Experiment 626, вимовл. «шість-два-шість») — вигаданий персонаж американської франшизи «Ліло і Стіч» (англ. Lilo & Stitch) від Disney. Стіч є одним із двох головних персонажів усієї франшизи, нарівні з Ліло Пелекаї — дівчинкою з Гаваїв, яка «усиновлює» Стіча, прийнявши його за собаку з притулку. Насправді ж Стіч створений ученим-експериментатором Джумбою Джукібою як істота з підвищеною силою, витривалістю, інтелектом і здатністю до руйнування. Взаємодія Ліло і Стіча поступово перетворюється на глибоку дружбу, що стає центральною темою фільмів і серіалів.
Автором персонажа є Кріс Сандерс — один зі сценаристів і режисерів оригінального мультфільму «Ліло і Стіч» (2002). Сандерс також озвучив Стіча в більшості англомовних адаптацій, включно з повнометражними фільмами, телесеріалами та короткометражками. У телевізійних спінофах, створених в Азії — «Stitch!» (японського виробництва) та «Stitch & Ai» (китайського виробництва) — Стіча англійською мовою озвучив Бен Діскін. Азійські версії переосмислюють історію Стіча з локальними особливостями культурного контексту, але зберігають головну ідею — пошук дружби та дому.
Загалом Стіч став однією з найвпізнаваніших фігур у медіафраншизі Disney. Його образ широко використовується в іграшках, коміксах, відеоіграх і тематичних парках. Він часто асоціюється з темою «охана» — гавайського поняття, що означає «родина» і символізує прийняття, любов та взаємну підтримку, незалежно від походження.

## Історія

### Початкова ідея
Стіч був уперше розроблений у 1985 році американським режисером й аніматор Крісом Сандерсом для іншого дитячого проєкту. Сандерс хотів зробити дитячу книжку про маленьку істоту, що жила в лісі, на кшталт монстра без чіткого походження, і сюжет був про те, як персонаж знаходить своє місце в житті. Але після кількох малюнків Сандерс зрозумів, що ідею важко реалізувати в бажаному короткому форматі, тому відмовився від свого задуму.
Ідея «Ліло і Стіч» зародилася 1997 року й полягала у створенні власного «Дамбо» від команди студії Disney у Флориді на чолі з тодішнім президентом студії Томасом Шумахером. Після фінансових втрат на попередніх фільмах, «Пригоди імператора» і «Атлантида: Загублена імперія», генеральний директор Disney Майкл Айснер ухвалив рішення, що наступний фільм буде набагато меншого масштабу. Задумувався камерний, режисерський фільм, який не вимагав би великих витрат і дав би більше творчої свободи аніматорам. Автором для створення стрічки Томас Шумахер обрав Кріса Сандерса, оскільки останній був автором багатьох яскравих і ключових сцен в таких мультфільмах як «Мулан», «Король Лев» та «Історія іграшок».
Шумахер дав Сандерсу самостійно створити персонажа, щоб зберегти власний стиль автора — у звичайній практиці Disney художники йдуть за чіткими стандартами дизайну (пропорції, стилізація персонажів, тип анімації тощо), але у випадку з «Ліло і Стіч» студія дала автору художню свободу. Його персонажі не мали стереотипних рис, наприклад, худорлявих талій, притаманних класичним диснеївським принцесам. Шумахер погодився працювати над фільмом лише за умови, що він повністю буде витриманий у стилі робіт Сандерса.

### Процес створення
Перший варіант історії Сандерса мав відбуватися в лісі серед тварин. Та Шумахер зауважив, що прибулець серед тварин буде не настільки дивовижним, як серед людей. Крім того, візуально ліс був одноманітним — «зелений на зеленому». Шумахер порадив подумати про яскравіші локації, наприклад, Таїті, де народилася його прабабуся. Сандерс згадав про карту Гаваїв, яку мав після відпустки. Поглянувши на неї, він почав вишукувати назви, які звучали як імена — так з'явилися Ліло і Нані. Потім він поїхав до Палм-Спрінгс, де провів тиждень у готелі, створюючи образ Стіча у вигляді ілюстрованої книжки, щоб краще передати візуальну концепцію. Персонаж уособлював у собі різних тварин. Сандерм виліпив голову Стіча з глини, використав очі з магазину таксидермії й шматочки краба з морепродуктів. Цей прототип він передав Шумахеру й команді розробки. Вони були вражені презентацією і погодилися на виробництво фільму.

### Озвучення

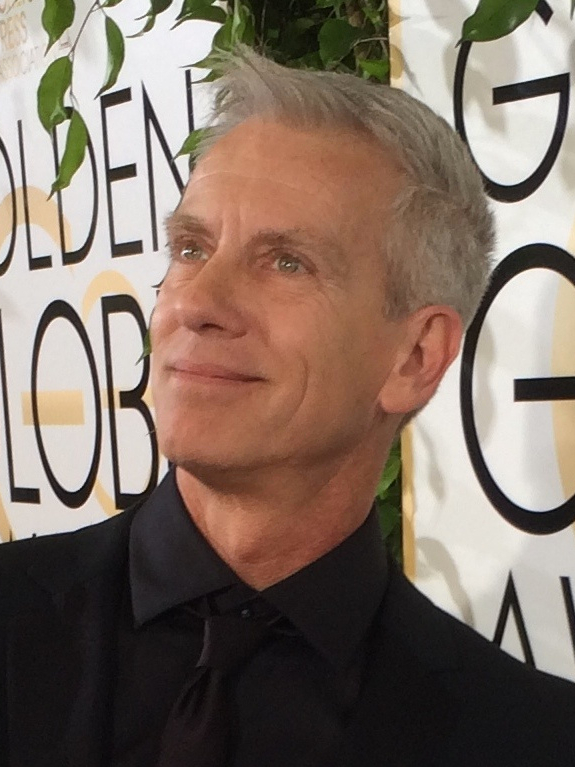
Кріс Сандерс, автор Стіча як персонажа та його голосу в більшості англомовних адаптацій

Під час створення фільму команда спочатку планувала, що Стiч не говоритиме словами — він мав бути схожим на Дамбо: лише видавати звуки, без розмов. Однак ця ідея швидко відпала, бо стало зрозуміло, що персонажу потрібно вимовляти кілька слів. Спочатку для озвучення Стiча розглядали варіант запросити відомого актора, який зміг би створити характерні звуки та нявкання. Проте у процесі створення чорнових записів голосу Кріс Сандерс часто сам вимовляв голос Стiча, залишаючи смішні, іноді навіть роздратовані голосові коментарі. Це звучало вдало, тому команда залишила голос Крiса офіційним голосом Стiча.

### Сюжет
Історія «Ліло і Стіч» розвивалася природно, як спіраль: спочатку з'являжться інопланетянин Стiч, який зустрічає маленьку дівчинку Ліло. Потім додалися інші персонажі — старша сестра Ліло, галактична федерація й інші деталі. Під час роботи над фільмом творці шукали баланс між серйозністю і гумором, щоб історія була щирою, але не надто серйозною.
Великий вплив на сюжет мав Рой Дісней — він зауважив, що йому подобається Стiч, коли той виглядає як маленька дитина, а не як дорослий персонаж, який може керувати цілою армією прибульців. Через це творці вирішили зробити Стiча маленьким і прибрати інших інопланетян з сюжету. Під час одного з внутрішніх показів автори також зрозуміли, що у фільмі не було чіткої причини, чому Стiч змінюється з поганого на хорошого. Тому вони додали поняття «ohana» — родина, яка і стає ключем для його позитивних змін. Окрім цього, спочатку у фіналі планували масштабну сцену: Стiч викрадав літак і ганявся за лиходієм через центр Гонолулу, розбиваючи будівлі. Але після трагічних подій 11 вересня 2001 року ця сцена стала надто болючою і недоречною. Тому її переробили: замість літака з'явився космічний корабель, а замість хмарочосів — природні гірські каньйони Гаваїв.

## Опис і характеристика

### Зовнішність

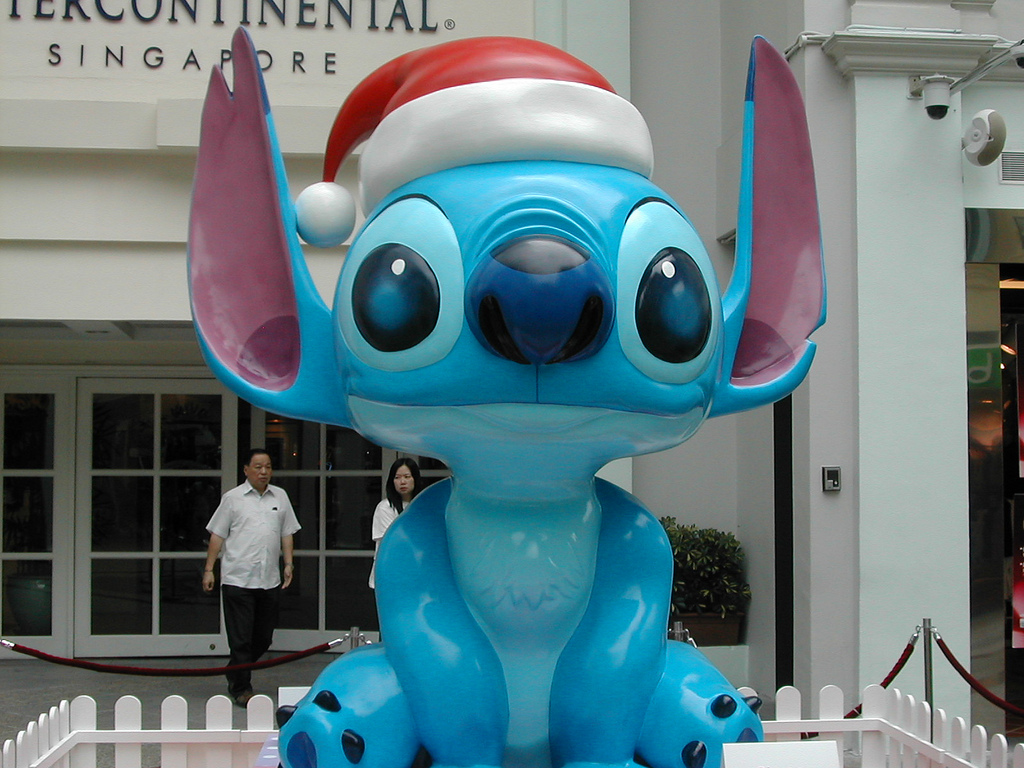
Фігура Стіча в Сінгапурі.

Стіч — це невелика інопланетна істота з компактною, кремезною будовою тіла. Його основний колір — насичений синій із блакитними ділянками на грудях, животі, навколо очей і на внутрішній частині вух. Спочатку Стіч мав бути зеленого кольору, як у плазунів, проте керівник відділу фарб і чорнил студії Disney запропонував змінити колір на синій, вважаючи, що таке забарвлення зробить більш правдоподібним те, що деякі персонажі плутають Стіча з собакою. Шкіра Стіча вкрита м'яким хутром, яке за задумом художників воно має передавати гібридність органічного та лабораторно створеного тіла.
Голова Стіча велика, непропорційна до решти тіла, з виразною щелепою. Він має широку ротову порожнину з великою кількістю загострених зубів (у деяких сценах видно до 40 зубів), які контрастують із загалом милим обличчям. Очі великі, блискучі, чорні з легким синім відтінком — вони посідають центральне місце в емоційній міміці персонажа. Над очима розташовані короткі, рухомі брови, які підкреслюють експресивність. Вуха великі, подовжені, загострені на кінцях і трохи зігнуті вниз. Внутрішня частина вух — рожевого кольору, форма схожа на вуха кажана або зайця. Вуха дуже рухливі і є відбиттям невербальної комунікації: вони можуть розгортатися вбік, опускатися або стояти. Поширеними є припущення, що фізичні риси Стіча базуються на французьких бульдогах чи коалах, проте це не так — під час створення персонажа Кріс Сандерс орієнтувався на зовнішність кажанів.
Стіч має чотири кінцівки: дві короткі, але потужні ноги й дві руки з чотирма пальцями, включно з великим. Проте за потреби він може активувати додаткові дві передні кінцівки, приховані в тулубі — загалом лап шість. Його пальці закінчуються гострими, але гнучкими кігтями. На спині у Стіча три м'які хребцеподібні шипи, що нагадують плавці або рудиментарні виступи, схожі на ті, що мають деякі динозаври. Шипи здатні рухатися й пригладжуватись до тіла. Також на спині є маленький хвостик: короткий, товстий і майже круглий.
Загальний вигляд Стіча балансує між привабливою мультиплікаційною стилізацією й біомеханічною структурою: персонаж створений так, щоб водночас викликати симпатію і тривогу. Його пропорції — надмірно велика голова, маленьке тіло, великі очі — типові для немовлят і домашніх тварин, що викликає у глядача емпатію. Водночас елементи, як-от зуби, додаткові лапи, шипи на спині та агресивна міміка, нагадують про його небезпечну природу. Контраст зовнішньої миловидності й прихованої загрози є центральним у візуальній ідентичності персонажа.

### Походження і характер

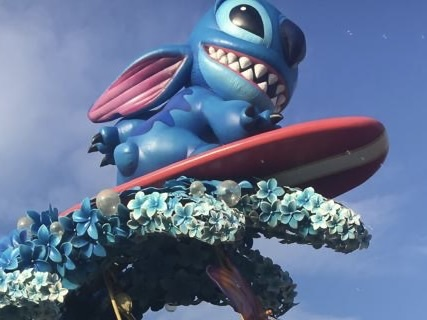
Фігура Стіча в Діснейленді Гонконга

Стіч — це штучно створений експеримент № 626, спроєктований як надзвичайно розумна, майже невразлива, деструктивна істота. У перших етапах сюжету Стіч демонструє агресивність, гіперактивність і прагнення до руйнувань. Персонажі Діснея, здебільшого, прагнуть бути пристойними або королівськими, але Стіч — бунтар від народження. Проте, потрапивши в людське оточення, він починає розвивати здатність до емоційної прив'язаності, співпереживання й саморефлексії. Згодом демонструє лояльність, здатність до самопожертви, розуміння концепції сім'ї — «охана», а також бажання належати до неї.

## Культурний вплив і комерційне використання
- 2021 році, коли Disney випустив лімітовану колекцію «Stitch Crashes Disney», яка переосмислила персонажа в кольорах та образах інших класичних фільмів Disney, таких як «Пітер Пен» та «Піноккіо», що стало прикладом рідкісного випадок поєднання різних франшиз компанії в продуктах. Потім у 2023 році вийшла розлога літня колекція Stitch, а у 2024 році ще одна колекція, в якій Стіч їв різні закуски з тематичного парку[7].